# Pollia bracteata
Pollia bracteata là một loài thực vật có hoa trong họ Commelinaceae. Loài này được K.Schum. miêu tả khoa học đầu tiên năm 1903.